# ロシア国立図書館 (サンクトペテルブルク)

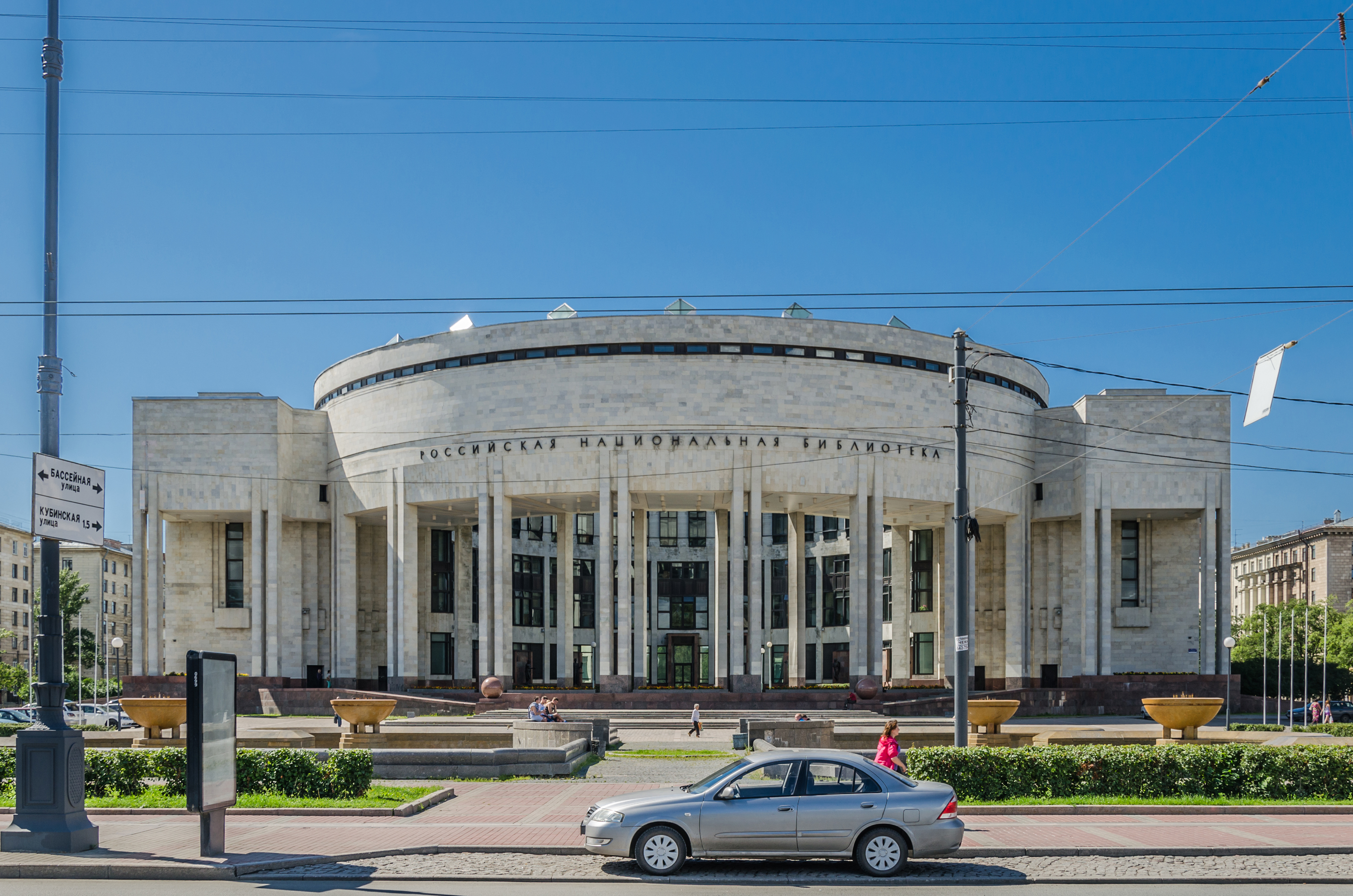
モスクワ大通りの新館

サンクトペテルブルクにあるロシア国立図書館（ロシアこくりつとしょかん、ロシア語: Российская национальная библиотека；英語: Russian National Library）は、ロシア最古の公共図書館である。ロシア帝国時代の名称は帝国公共図書館、1925年までの名称はロシア公共図書館、1932年から1992年のソ連時代の名称はM・Ye・サルトゥイコフ＝シチェドリン記念公共図書館であった。それに因んで今でも「プブリーチカ（公共ちゃん）」という愛称で呼ばれる。モスクワにある国立図書館も「ロシア国立図書館」と呼ばれるが、全く別の図書館である。
この図書館は、1795年に時の皇帝エカチェリーナ2世によって建てられた。エカチェリーナは、この帝国公共図書館を創設するに当たって、ヴォルテールとディドロの蔵書をそれぞれの子孫から買い取った。
図書館の蔵書の基底をなすのは、ポーランド・リトアニア共和国から獲得した25万冊に及ぶザウスキ図書館（Biblioteka Załuskich）だったが、後にそれらはポーランド・ソビエト・リガ平和条約（1921年）を踏まえてポーランドへ移送された。
1811年にロシア帝国内で出版された著書は一冊ずつここに寄贈しなければならなくなったため、図書館の蔵書は飛躍的に増加した。1914年までに、図書館には300万冊の蔵書が収められていた。
ネフスキー大通りにある本館は、エゴール・ソコローフによって1796年から1801年にかけて建造された新古典主義建築の建物である。19世紀に加えられた分館の中で目を惹くのは、ゴシック・ホール（1857年建造）である。
その後の20年間は、図書館はアレクサンデル・ストロガノフ伯爵によって管理されていたが、彼は図書館にとって非常に有益な貴重な文献を入手した。ロシア語で書かれた最も初期の写本『オストロミール福音書』と、『原初年代記』のラヴレンチー写本である。
図書館が公式に開館したのは1814年1月3日のことだが、この時にはイヴァン・クルィロフとガヴリーラ・デルジャーヴィンも臨席した。図書館は、女性や農民に対しても分け隔てなく、誰に対しても開かれていた。
1849年から1861年には、高校時代にアレクサンドル・プーシキンの同級生だったモデスト・フォン・コルフ伯爵（1800年 - 1876年）が図書館を管理していた。彼は、図書館のコレクションに有名な写本を加えた。すなわち、新約聖書の最古クラスの写本であるシナイ写本や、旧約聖書の写本であるいわゆるレニングラード写本などである（前者は後に大英博物館に売却された）。 
1939年に図書館は労働赤旗勲章を授与された。1948年にはフォンタンカ運河沿いのエカチェリーナ研究所の新古典主義キャンパスが図書館に割り当てられていた。1970年までに所蔵資料は1700万点を超え、1980年代から1990年代にかけて、蔵書保存用の新館がモスクワ大通りに建てられた。

## 映画
- ミハエル・グラウガー監督「ロシア国立図書館」2014年 - オムニバスのドキュメンタリー3D映画『もしも建物が話せたら』の一話。